# Jama (kanton)
Jama – kanton w prowincji Manabí, w Ekwadorze. Stolicą kantonu jest Jama.